# Apollo 8
Apollo 8 (angleško Apolon 8), ki so ga izstrelili 21. decembra 1968, je bila druga vesoljska odprava s človeško posadko v Nasinem Programu Apollo. Bila je prva misija, v kateri so ljudje zapustili Zemljino orbito, dosegli Luno in se nato varno vrnili na Zemljo. Astronavti Frank Borman, Jim Lovell in William Anders so tako postali prvi ljudje, ki so potovali izven Zemljine nizke orbite, videli celoten planet Zemlja in prvi, ki so videli oddaljeno stran Lune.
Podoben polet so načrtovali tudi v Sovjetski zvezi, vendar so ga odpovedali.

## Posadka
Številka v oklepaju predstavlja število vesoljskih poletov vključno s tem za vsakega člana posadke.
- Frank Frederick Borman II. (2), poveljnik odprave (CDR)
- James Arthur Lovell (3), pilot Komandnega modula (CMP)
- William Alison Anders (1), pilot Lunarnega modula (LMP)

Lowell je bil najprej poveljnik nadomestne posadke skupaj z Michaelom Collinsom, ki je bil poveljnik glavne posadke. Vendar so Collinsa julija 1968 zaradi zdravstvenih težav zamenjali.

### Nadomestna posadka
- Neil Alden Armstrong, poveljnik odprave
- Edwin Eugene Aldrin mlajši, pilot Komandnega modula
- Fred Wallace Haise, pilot Lunarnega modula

Lowell je bil najprej poveljnik nadomestne posadke in Aldrin poveljnik Lunarnega modula nadomestne posadke. Ko je bil Lowell izbran v glavno posadko, ni bilo astronavta za pilota Komandnega modula, tako da je pilot postal Aldrin, Haise pa pilot v nadomestni posadki.

### Pomožna posadka
- Philip Kenyon Chapman
- Bruce McCandless II.
- William Reid Pogue
- Charles Gordon Fullerton